# کامپتون، بارکشر
کامپتون (به انگلیسی: Compton) یک روستا و محله مدنی در بریتانیا است که در بارکشر غربی واقع شده‌است. کامپتون ۱۵٫۰۲ کیلومتر مربع مساحت و ۱٬۵۷۱ نفر جمعیت دارد.